# Michel Monnerie
Michel Monnerie (nacido en 1940) es un investigador ovni francés, considerado en algunos círculos europeos como el pionero de la hipótesis psicosocial (HPS), así como representante de la «nouvelle ufologie» (nueva ufología).

## Desarrollo profesional
Fue autor de dos obras fundamentales, Et si les OVNIs n’existaient pas? (¿Y qué pasa si los ovnis no existen?) (1977) y Le naufrage des Extra-terrestres (El naufragio de los extraterrestres) (1979). Estas dos publicaciones fueron relativamente mal recibidas por la comunidad ovni que defiende la hipótesis extraterrestre (HET).
Miembro del consejo editorial de Lumières dans la Nuit, la revista ufológica más respetada de Francia, fue despedido tras la publicación del segundo libro. También fue presidente de la Société Parisienne d'Etude des Phénomènes Spatiaux et Etranges (SPEPSE) (Sociedad parisina para el estudio de fenómenos espaciales y extraños).

## Investigación
El investigador Hilary Evans resume el posicionamiento de Monnerie en su obra Visiones, apariciones, visitantes del espacio del siguiente modo:

Sus encuentros con testigos de ovnis le convencieron de que estaban engañados; al mismo tiempo, él no pudo negar la patente sinceridad de estos testigos. Para explicar esta paradoja, Monnerie, igual que Guérin, formuló la hipótesis de que los testigos eran sometidos a un sueño lúcido. La diferencia era que en el caso de Monnerie, puesto que él no creía que existieran ovnis físicos ni entidades relacionadas con ovnis como para crear ese sueño, sacó la conclusión de que se trata de una experiencia enteramente subjetiva. De modo que para Monnerie el proceso de ver a un ovni - que podemos extender no sólo hasta incluir a las entidades relacionadas con ovnis sino también otras clases de apariciones - carecía de un agente externo; a lo más, podría ser un estímulo externo que activara la mente del perceptor. Pero, de allí en adelante, todo el trabajo creativo se llevaba a cabo dentro de la mente del perceptor, siendo un proceso psicológico que implica una proyección de elementos de significación personal o cultural, moldeados en forma coherente por el siempre inventivo "productor de sueños", cuya existencia ya formulamos en hipótesis al comienzo de este estudio.

Desde una postura más escéptica se plantea que si la corriente francesa de folcloristas ovni fuese correcta, el actual torrente desproporcionado de influencias socioculturales a través de series, películas, documentales, etc, sobre ovnis y extraterrestres debería causar una auténtica oleada de avistamientos ovni sin precedentes, constatándose justo lo contrario.

## Obras
- Michel Monnerie, Et si les OVNIs n’existaient pas? Les Humanoides Associes, Paris 1977.
- Michel Monnerie, Le naufrage des Extra-terrestres, Nouvelles Editions rationalistes, Paris 1979.
- Michel Monnerie, “Classiques? Vous l’avez dit: Classiques!” in Thierry Pinvidic, OVNI: vers une Anthropologie d’un Mythe Contemporain, Editions Heimdal, 1993, pp. 69–82.